# Matadero (pel·lícula)
Matadero és una pel·lícula de suspens argentina-espanyola-francesa de 2022 basada en la novel·la El matadero (1871) d’Esteban Echeverría i està dirigida per Santiago Fillol. Narra la història d'un jove grup d'actors que en ple rodatge d'una pel·lícula es veuen envoltats per una violenta persecució militar. És protagonitzada per Julio Perillán, Malena Villa, Ailín Salas, Rafael Federman i Lina Gorbaneva. La pel·lícula va ser estrenada mundialment el 10 d'agost de 2022 durant el Festival Internacional de Cinema de Locarno a Suïssa, mentre que el seu llançament limitat als cinemes de l'Argentina va ser l'1 de desembre de 2022.

## Argument
La història està ambientada l'any 1975 i segueix a Jared, un cineasta estatunidenc que arriba al costat del seu assistent de direcció a La Pampa per a rodar una pel·lícula sobre la primera rebel·lió de la classe obrera contra els seus patrons, la qual cosa deslliga una violenta persecució que afecta els joves actors de la cinta que els porta a involucrar-se en una mena de militància política clandestina.

## Repartiment
- Julio Perillán com Jared Reed
- Malena Villa com Vicenta
- Ailín Salas com Bárbara
- Rafael Federman com Lisandro
- Lina Gorbaneva com Sheila
- Ernestina Gatti
- David Szechtman
- Eva Bianco
- Gustavo Javier Rodríguez
- Lucas D'Amario
- Hernán Sevilla

## Recepció

### Comentario de la crítica
Diego Brodersen de Página/12 va comentar que «el terror com a gènere cinematogràfic sobrevola les gairebé dues hores del film de Fillol, però mai pren la davantera», no obstant això, va destacar que es tracta d'una cinta «elegant, amb un treball de fotografia realment notable», mentre que «Ailín Salas i Malena Vila sobresurten». Cristian Pestana de Soy de cine va atorgar a la pel·lícula 2 de 5 estrelles, dient que «Matadero és una curiositat fiqui cinematogràfica que compta amb una fotografia superba i una premissa plena de potencial, però el desenvolupament de la seva història és deficient i el ritme anodí que li imprimeix el seu director la converteix en una experiència tediosa i mancada de substància». Juan Pablo Russo de Escribiendo cine va valorar el treball general de la pel·lícula, assegurant que «Fillol, representa de manera simbòlica, a través d'una posada en escena austera, dominada pel corporal i discursiu, però on les imatges cobren valor gràcies a la descomunal fotografia de Mauro Herce que realça els aspectes visuals en tota la seva magnitud».
En una ressenya prt Micropsia, Diego Lerer va escriure que «Matadero de Fillol és una pel·lícula que funciona a mig camí entre la seva ambició teòrica i la seva potència narrativa», encara que també la va descriure com «una pel·lícula bella, brusca i intel·ligent que, per moments, es maneja d'un mode més maldestre o mecànic en les qüestions estrictament narratives o actorals». Paula Vázquez Prieto de La Nación va esmentar que els personatges estan «construïts amb actuacions molt dispars» i que «poques de les idees esbossades aconsegueixen tendir veritables llaços amb la qüestió de la identitat nacional i la seva relació amb la violència política».

### Premis i nominacions
| Llista de premis i nominacions | Llista de premis i nominacions              | Llista de premis i nominacions | Llista de premis i nominacions | Llista de premis i nominacions | Llista de premis i nominacions |
| Any                            | Organització                                | Categoria                      | Nominat/a(s)                   | Resultat                       | Ref(s)                         |
| ------------------------------ | ------------------------------------------- | ------------------------------ | ------------------------------ | ------------------------------ | ------------------------------ |
| 2022                           | Festival Internacional de Cinema de Locarno | Lleopard d'Or                  | Matadero                       | Nominat                        | [ 11 ]                         |
| 2022                           | Festival de Cinema Europeu de Sevilla       | Giraldillo de Oro              | Matadero                       | Nominat                        | [ 12 ]                         |
| 2022                           | Festival de Cinema Europeu de Sevilla       | Millor fotografia              | Mauro Herce Mira               | Guanyador                      | [ 13 ]                         |
| 2023                           | Premis Cóndor de Plata                      | Millor disseny de vestuari     | María Teresa Riveras           | Nominat                        | [ 14 ]                         |